# Dashboard
Dashboard var en funktion i operativsystemet Mac OS som användes för miniprogram som kallas widgets. Det introducerades i Mac OS X 10.4 och är inte tillgängligt för tidigare versioner. Dashboard togs bort i uppdateringen macOS Catalina.